# Paratemnopteryx weinsteini
Paratemnopteryx weinsteini är en kackerlacksart som beskrevs av Slaney 200. Paratemnopteryx weinsteini ingår i släktet Paratemnopteryx och familjen småkackerlackor. Inga underarter finns listade i Catalogue of Life.